# La Mouche noire
Pour les articles homonymes, voir La Mouche et The Fly.
Série La Mouche (1958)
Le Retour de la mouche
(1959)
Pour plus de détails, voir Fiche technique et Distribution.
La Mouche noire (The Fly) est un film d'horreur américain réalisé par Kurt Neumann, sorti en 1958. Il est inspiré de la nouvelle La Mouche de George Langelaan.
Il connait deux suites : Le Retour de la mouche (1959) et La Malédiction de la mouche (1965). Il inspirera également une autre adaptation de la nouvelle, en 1986, La Mouche de David Cronenberg et sa suite La Mouche 2 sorti en 1989.

## Synopsis
À Montréal, un savant inventeur, André Delambre (David Hedison), a un horrible accident après qu'il a inventé une machine servant à la téléportation (ce mot n'est cependant pas utilisé dans le film). Lorsqu'il l'a essayée lui-même, une mouche est entrée avec lui dans la machine et il s'est retrouvé avec une tête de mouche à la suite de l'expérience. Il demande l'aide de sa femme Hélène (Patricia Owens) qui doit retrouver la mouche, repartie dans la nature avec une tête d'humain. Ainsi, il pourra retourner dans l'appareil avec la mouche et tenter de renverser le processus. Mais Hélène, après d'intenses recherches, ne la retrouve pas. Désespéré, son mari se suicide après avoir détruit sa machine. Hélène est accusée de meurtre et, arrêtée, demande l'aide de son beau-frère François Delambre (Vincent Price) afin de l'aider à prouver qu'elle dit la vérité. Celui-ci, ainsi que l'inspecteur Charas (Herbert Marshall) finissent par retrouver la mouche à tête d'humain, prise dans une toile d'araignée et criant « Au secours ! » au moment où elle s'apprête à être dévorée. Horrifié par ce qu'il voit, Charas écrase la mouche et l'araignée avec une pierre. Disculpée, Hélène est délivrée.

## Fiche technique
Sauf indication contraire, les informations mentionnées dans cette section peuvent être confirmées par les bases de données cinématographiques IMDb et Allociné,  présentes dans la section « Liens externes ».
- Titre original : The Fly
- Titre français et québécois : La Mouche noire
- Réalisateur : Kurt Neumann
- Scénario : James Clavell, d'après la nouvelle La Mouche de George Langelaan
- Musique : Paul Sawtell
- Direction artistique : Theobold Holsopple et Lyle R. Wheeler
- Décors : Eli Benneche, Walter M. Scott et Merrill G. White
- Costumes : Adele Balkan
- Photographie : Karl Struss
- Son : Eugene Grossman et Harry M. Leonard
- Montage : Merrill G. White
- Production : Kurt Neumann
  - Production déléguée : Robert L. Lippert (non crédité)
- Sociétés de production : 20th Century Fox et Regal Films (non crédité)
- Sociétés de distribution : 20th Century Fox (États-Unis) ; Fox (France)[1]
- Budget : 700 000 $[2]
- Pays de production :  États-Unis
- Langue originale : anglais, français
- Format : couleur (DeLuxe) — 35 mm — 2,35:1 (CinemaScope) — son 3 Channel Stereo (Westrex Recording System)
- Genre : épouvante-horreur, science-fiction, drame
- Durée : 94 minutes
- Dates de sortie[3] :
  - États-Unis : 16 juillet 1958
  - France : 13 mai 1959 (sortie nationale) ; 25 juin 1975 (ressortie) ; 2 février 1983 (ressortie) ; 4 juillet 2008 (ressortie)
- Classification :
  - États-Unis : approuvé (Approved)
  - France : interdit aux moins de 16 ans (lors de la sortie en salle)[4]
  - Québec : tous publics (G - General Rating) (VHS/DVD)
- Affiche : Boris Grinsson (France)

## Distribution
- Vincent Price (VF : Michel Gudin) : François Delambre
- David Hedison (VF : Bernard Woringer) : André Delambre
- Patricia Owens (VF : Martine Sarcey) : Hélène Delambre
- Herbert Marshall (VF : Richard Francœur) : l'inspecteur Charas
- Charles Herbert (en) (VF : Linette Lemercier) : Philippe Delambre
- Kathleen Freeman (VF : Marie Francey) : Emma
- Betty Lou Gerson : l'infirmière Anderson
- Eugene Borden (VF : Paul Villé) : Dr. Ejoute
- Torben Meyer (VF : Raymond Rognoni) : Gaston, le veilleur de nuit

## Production
Le tournage a lieu à Montréal et dans les Fox Studios de Century City.

## Nominations
Source : Internet Movie Database et Allociné
- Hugo Awards 1959 : meilleure présentation dramatique pour James Clavell, George Langelaan et Kurt Neumann
- Festival de Cinéma en Plein Air de la Villette 2012 : meilleur film pour Kurt Neumann

## Éditions en vidéo
En France, le film La Mouche noire est sorti en DVD le 24 octobre 2001.

## Autour du film

### Suites
Edward Bernds a réalisé une suite à ce film, intitulée Le Retour de la mouche. Sorti en 1959, il met toujours en vedette Vincent Price. Don Sharp réalisa une autre suite, intitulée La Malédiction de la mouche et sortie en 1965.

### Postérité et hommages
- Le deuxième segment de l'épisode Simpson Horror Show VIII de la série d'animation Les Simpson parodie ce film : Homer Simpson achète un téléporteur et quand Bart veut l'essayer une mouche rentre en même temps. Bart se retrouve dans le corps de la mouche et le corps de Bart a une tête de mouche.
- Dans un épisode la saison 7 de la série animée Mes parrains sont magiques, le film d'horreur J'étais un adolescent homme mouche (I Was a Teenage Blowfly en VO) est une parodie du film.
- Le film apparaît dans l'épisode 21 de la première saison de la série X-Files : Aux frontières du réel.
- Le groupe français de post-rock, Microfilm, utilise certains dialogues du film dans sa chanson André.

## Différences avec la nouvelle
L'intrigue du film possède quelques variantes avec la nouvelle de George Langelaan. Dans la nouvelle, Hélène Delambre se suicide afin d'échapper à des souvenirs insupportables, alors que James Clavell décide de la garder en vie dans le film. Dans le livre, la tête d'André Delambre, lorsqu'il sort de l'expérience, est une déformation à la fois de la mouche entrée avec lui dans la machine et de son chat, victime d'une précédente expérience.